# دانيال إيفانز
دانيال إيفانز (بالإنجليزية: Daniel Evans)‏ هو لاعب اتحاد الرغبي بريطاني، ولد في 15 نوفمبر 1988 في سوانزي في المملكة المتحدة.

## وصلات خارجية
- دانيال إيفانز عل موقع إسبنسكروم (الإنجليزية)
- دانيال إيفانز على موقع ItsRugby.co.uk (الإنجليزية)